# Dmitrij Anuczin (geograf)

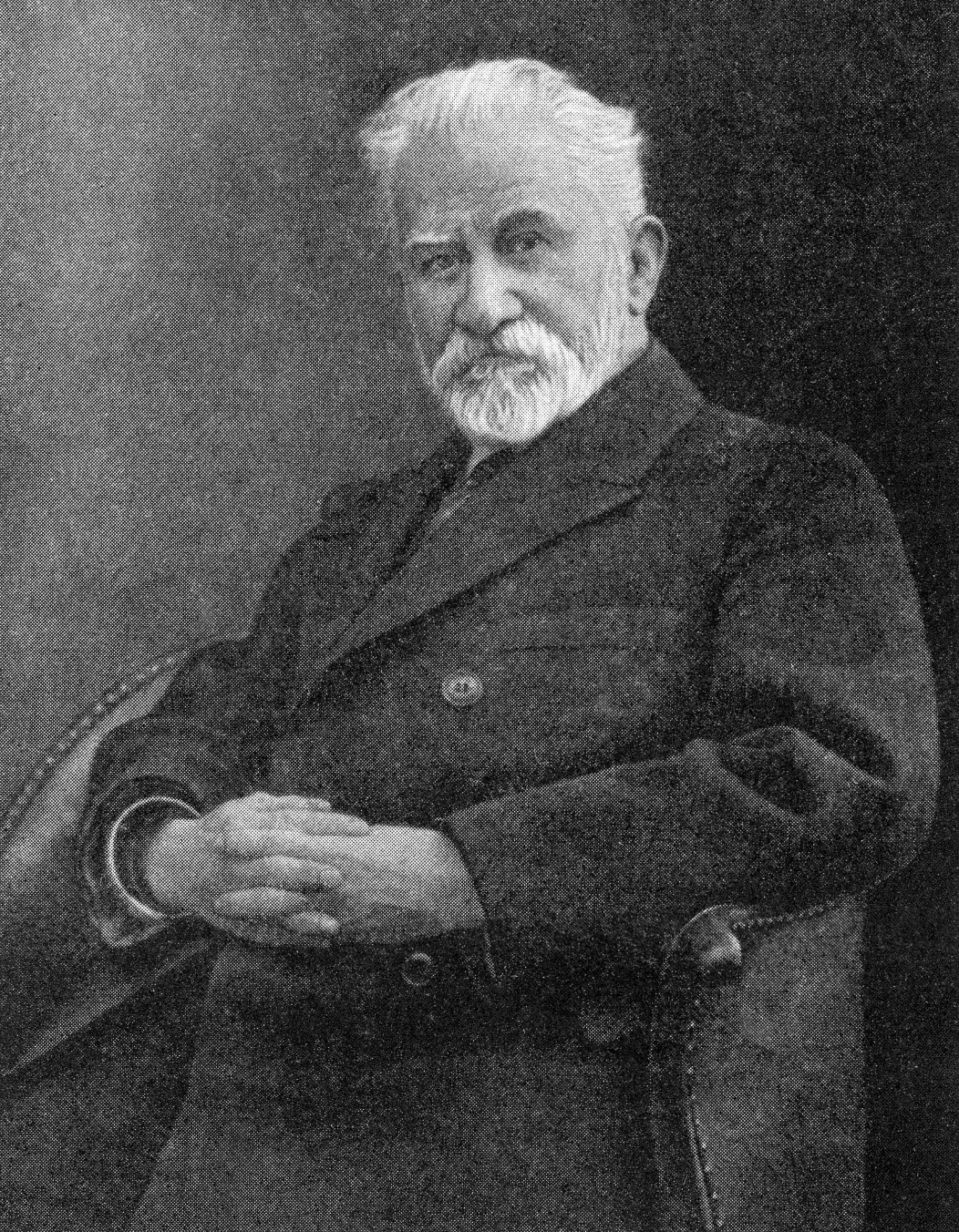
Dmitrij Anuczin

Dmitrij Nikołajewicz Anuczin (ros. Дмитрий Николаевич Анучин; ur. 27 sierpnia?/8 września 1843 w Petersburgu, zm. 4 czerwca 1923 w Moskwie) – rosyjski geograf, antropolog, etnograf, archeolog i limnolog.
Od 1884 roku profesor uniwersytetu w Moskwie, od 1896 roku członek Petersburskiej Akademii Nauk. Jeden z twórców antropologii rosyjskiej i radzieckiej szkoły geografów-badaczy. Od 1894 roku redaktor czasopisma Ziemlewiedienije. Zmarł w czerwcu 1923 roku i został pochowany na cmentarzu Wagańkowskim.